# Jakub Ignacy Waga
Jakub Ignacy Waga (ur. 25 lipca 1800 w Grabowie, zm. 23 lutego 1872 w Łomży) – polski przyrodnik i botanik.

## Życiorys
Urodził się w Grabowie koło Łomży, w majątku dziedzicznym Wagów, był szóstym synem z drugiego małżeństwa Bernarda skarbnika ziemi wiskiej z Agatą z Gutowskich (miał siedmioro braci oraz trzy przyrodnie siostry).
Naukę pobierał w kolegiach pijarskich w Szczuczynie i Łomży oraz w szkole wojewódzkiej w Warszawie. Po maturze został przyjęty na wydział filozoficzny w oddziale nauk przyrodniczych Uniwersytetu Warszawskiego, który ukończył 22 lutego 1825 r. ze stopniem magistra, na podstawie rozprawy O narządach oddychalnych ryb.
Po ukończeniu nauk uniwersyteckich został nauczycielem w warszawskiej szkole księży pijarów, następnie przeniesiony kolejno do Radomia i Szczuczyna. W 1828 roku osiadł na stałe w Łomży, gdzie został nauczycielem gimnazjum. J. Waga nauczał kilku przedmiotów, m.in.: języka polskiego, geografii, historii powszechnej i Polski. W opinii ucznia, Juliana Borzyma Jakub Waga to mąż bardzo uczony, sławny przyrodnik, a szczególniej botanik.
W 1833 r. wziął ślub w Kornelią z Romanów, córką Ignacego i Cecylii z Sokołowskich, stanu szlacheckiego i Sędziostwo Trybunału Cywilnego pierwszey Instancyi Województwa Augustowskiego. Miał dwójkę dzieci: Cecylię Antoninę (ur. 1834, zm. 18378) oraz Władysława (ur. 1836, poeta, powstaniec z 1863 r., zm. 1865 w Pizie). W 1854 r. został inspektorem gimnazjum łomżyńskiego, a w 1862 r. przeszedł na emeryturę. Zmarł w 1872 r. w Łomży. W „Tygodniku Illustrowanym” Henryk Załęski tak opisuje pogrzeb: Zmarł w 72 roku życia d. 23 lutego, mając przeszło lat 40 literackiego zawodu, służby zaś publicznej 37. Wyprowadzenie zwłok ś.p. Jakuba Wagi odbyło się 25 lutego. Trumnę z domu do kościoła nieśli nauczyciele szkół; nazajutrz zaś, po żałobnem nabożeństwie, przyjaciele na swych barkach ponieśli ją dalej aż na cmentarz. Ziemia przyjęła w swe łono pożytecznego i zacnego pracownika.

## Działalność

Herb Waga (odmiana III), którą przyjął ród Wagów w XIX wieku.

Jakub Waga podejmował wiele inicjatyw badawczych związanych z poznawaniem lokalnych gatunków roślin. W 1829 r. ukazał się jego pierwszy artykuł naukowy pt. Uwagi tyczące się znalezienia rośliny Linnea borealis poświęcony odnalezieniu w okolicach rodzinnego Grabowa stanowiska zimnoziołu północnego.
Jako botanik badał także roślinność polską podczas licznych, pieszych wędrówek po ziemi łomżyńskiej i kraju (guberni augustowskiej, lubelskiej, radomskiej i płockiej w Królestwie Polskim). Tak np. w 1828 roku brał udział w wyprawie pod patronatem Michała Schuberta w okolice Ciechanowa w celu poszukiwania nowych okazów roślin.
Podróże te przyczyniły się do zebrania szerokiego materiału dotyczącego roślinności i wydania przez niego pod koniec lat 40. XIX w. w Warszawie dzieła przyrodniczego pt. Flora Polska jawnokwiatowych rodzajów, czyli botaniczne opisy tak dzikich, jak i hodowanych pod otwartem niebem jawnokwiatowych Królestwa Polskiego roślin, uporządkowane wedlug zasad sztucznego układu a poprzedzone ogólnem wyobrażeniem o znaczniejszych przyrodzonych pokrewieństwach roślinnego królestwa przez Jakuba Wagę, Mag. Fil., Prof. bot. w Gimnazyum Łomżyńskiem”. Pierwszy tom został wydany w 1847 r. i liczył XIII + 766 stron, natomiast drugi tom – w 1848 r. i składał się z 679 stron. Trzeci tom od 681 do 820 stron zawierał Index Generum, speciorum et synonymorum, Spis rodzajów, gatunków i synonimów zawartych w t. I i II. Do tego tomu został też dołączony Ukaziciel polskich nazwisk na rodzaje królestwa roślinnego, opracowany przez Antoniego Wagę, brata Jakuba.
Flora Polska zawiera opisy 1061 gatunków dziko rosnących krajowych roślin na obszarze Królestwa Polskiego, na terenach środkowej i północno-wschodniej części Królestwa Polskiego, jak też gatunki uprawiane w kraju. W pracy tej Jakub Waga zastosował układ Linneusza, z uwzględnieniem zmian wprowadzonych przez C.K. Sprengla.
Będąc na emeryturze, Jakub Waga przez 10 lat mieszkał w Łomży i przygotowywał materiały do drugiego wydania Flory Polskiej. W tym czasie wydał drukiem przekłady dwóch francuskich dzieł przyrodniczych. Pierwsza z nich to przetłumaczona w 1869 r. na język polski książka C. Flammationa Pluralite des mondes habites, czyli Wielość światów zamieszkiwanych. Druga to przetłumaczone w 1871 r. jednotomowe opracowanie Ludwika Figuiera Histoire des plantes – Historyja roślin, które przerobił poprzez rozszerzenie tematyki części systematycznej oraz dodaniu obszernych wiadomości o florze polskiej.

## Upamiętnienie
Postać Jakuba Wagi została upamiętniona pomnikami oraz nazwami ulic w Polsce. W 1918 roku z inicjatywy prof. Wóycickiego w Ogrodzie Botanicznym Uniwersytetu Warszawskiego został ustawiony pomnik Jakuba Ignacego Wagi, który 3 maja został odsłonięty przez rektora Uniwersytetu. Autorem pomnika był Franciszek Roth. W 1967 roku odsłonięto pomnik Jakuba Ignacego Wagi w Łomży, postawionego z inicjatywy Heleny Czernek, łomżyńskiej działaczki społecznej. Autorem pomnika był Ferdynand Jarocha.
Jakub Waga współpatronuje także ulicy Braci Wagów w Warszawie.
Jego imieniem nazwano również park, na którego terenie umieszczono pomnik.
Jakub Waga jest, obok swojego brata Antoniego, patronem Łomżyńskiego Towarzystwa Naukowego im. Wagów. Imię Jakuba Wagi nosi również Szkoła Podstawowa w Wagach (woj. podlaskie).
W 2022 roku Łomżyńskie Towarzystwo Naukowe im. Wagów ogłosiło Rok Jakuba Wagi, podczas którego podjęło się spopularyzowania wiedzy na temat jego dokonań.

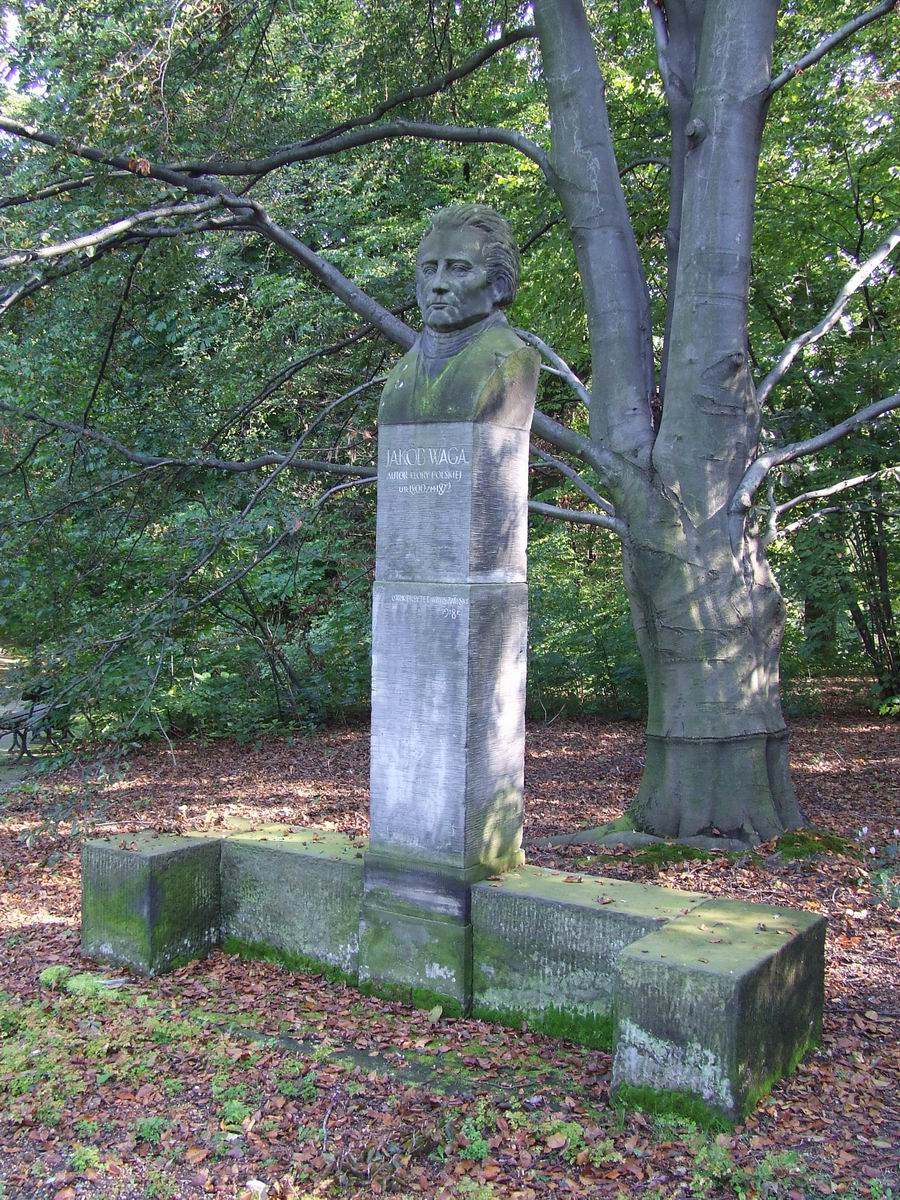
Popiersie Jakuba Wagi w Ogrodzie Botanicznym UW w Warszawie
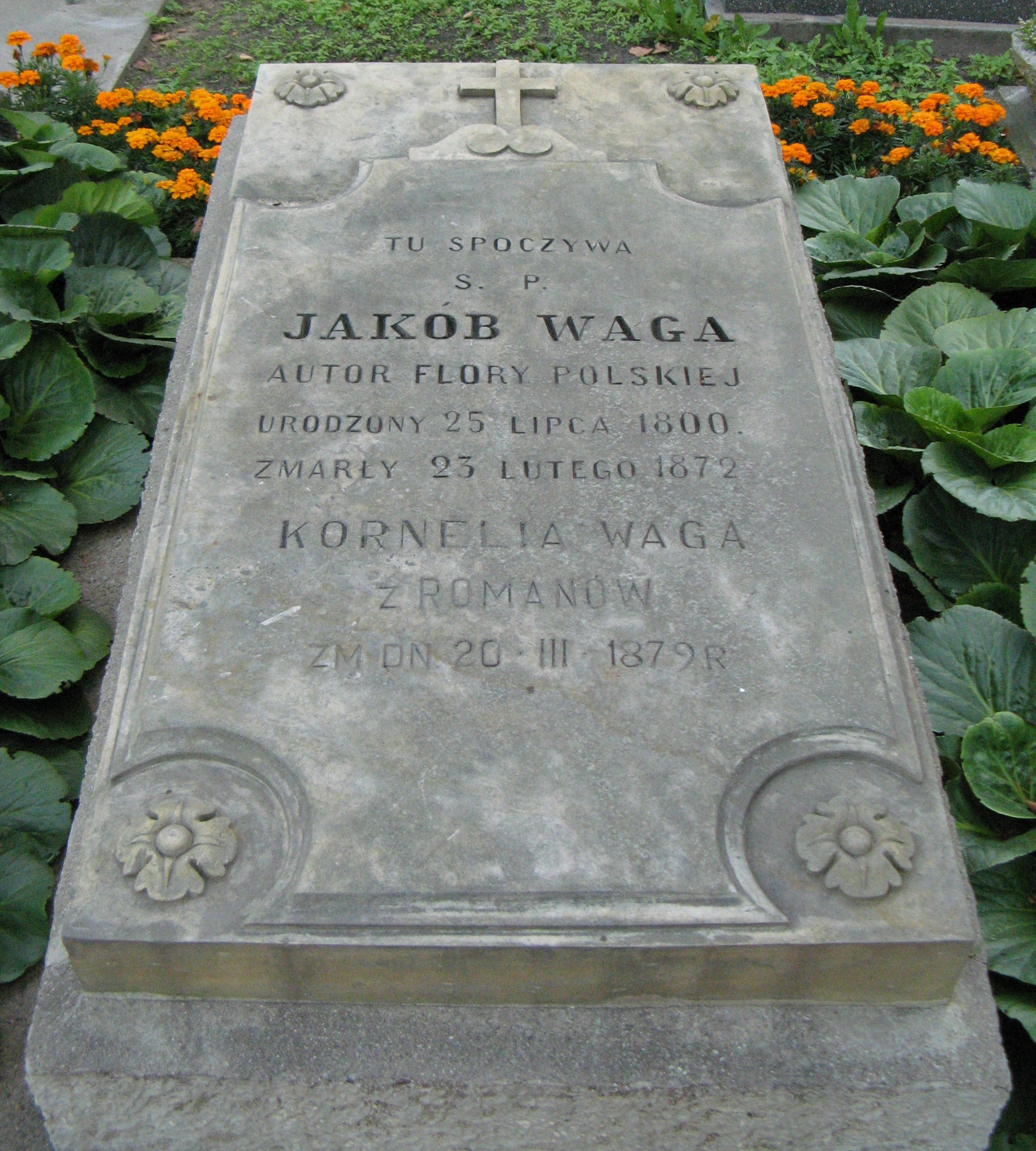
Grób Jakuba Wagi na cmentarzu Katedralnym w Łomży
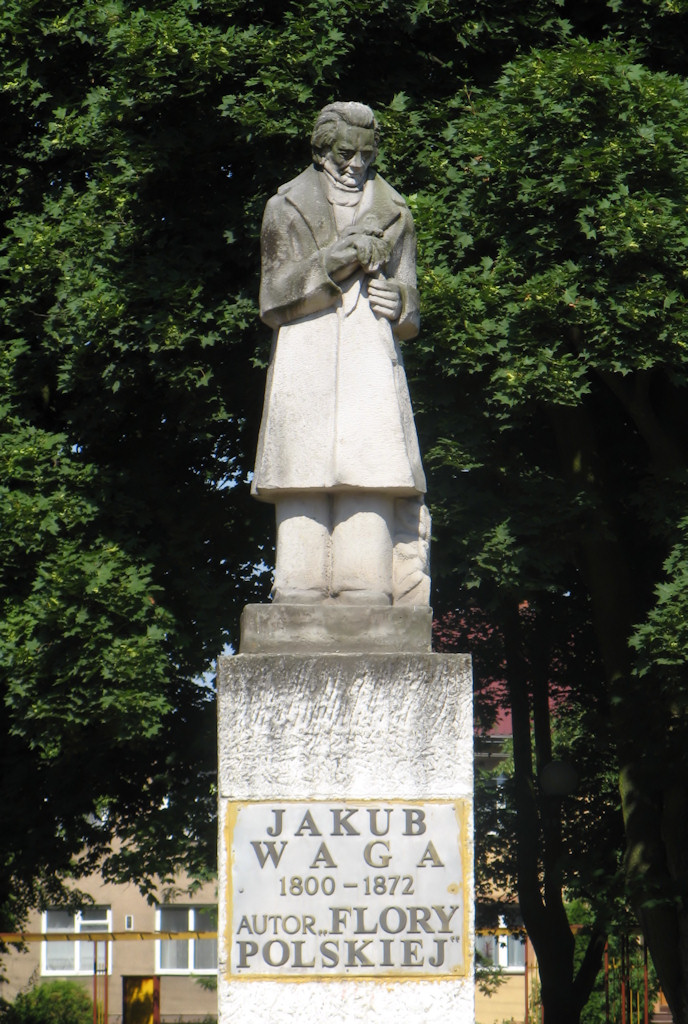
Pomnik Jakuba Wagi w parku jego imienia w Łomży

## Publikacje
- „Flora Polska” (1847–1848) – dwutomowe dzieło zawierające opisy 1061 gatunków roślin z terenu Królestwa Polskiego
- „Historia rozwoju roślin” J. Figuiera (1872) – tłumaczenie na język polski
- „Wielość światów zamieszkiwanych” C. Flammariona (1868) – jw.
- Uwagi tyczące się znalezienia rośliny „Linnea borealis”, „Pamiętnik Warszawski umiejętności Czystych i Stosowanych”, 1829, t. 4, s. 293–297, 346.